# ブレードランナー (アルバム)
ブレードランナー（Blade Runner）は、ヴァンゲリスが1994年に発表したアルバム。初期の日本国内盤CD（AMCE-732）のオビには「ブレードランナー・サウンドトラック」と記述されている。
便宜上は同名の映画のサウンドトラックに分類されている。ただし、劇中で使用された楽曲がマスター音源の状態で収録されているのではなく、編曲やフェードイン・アウトなどが施され、再構成されたアルバムになっている。
楽曲の制作は全編シンセサイザー（ヤマハ・CS-80）を用いて行われた。

## 経緯
映画のエンドクレジットでは「ポリドールからサウンドトラック発売」という旨の表示があったが、その時点ではまだリリースされていなかった。
代って、公開された1982年に、ヴァンゲリスの公認によりアコースティックアレンジされたジャック・エリオット指揮によるニュー・アメリカン・オーケストラ盤（8曲入）がリリースされた。
1989年にリリースされたヴァンゲリスのベスト盤『THEMES/ザ・ベリー・ベスト・オブ・ヴァンゲリス』に、映画に使用された楽曲の中から3曲が収録されたが、まとまった形ではリリースされなかった。詳細はこちらを参照。
これについて、ニュー・アメリカン・オーケストラ盤の日本語ライナーノーツで、村岡裕司が「ヴァンゲリス自身のソロ活動との音楽的整合性の問題があった。また『炎のランナー』で商業的な成功を収めた直後である為、自身が「映画音楽家」と思われる事を嫌った」と記述している。
2007年12月、本アルバムのリマスター盤・未収録の楽曲を収録した盤、オリジナル楽曲を収録した盤の3枚組で構成されたアルバム『「ブレードランナー」オリジナル・サウンドトラック<25周年記念エディション>/Blade Runner Trilogy: 25th Anniversary』がリリースされた。ただし、ここにおいても劇中の楽曲は網羅されておらず、結局2019年時点で、「『ブレードランナー』の音源を全て収録した公式サウンドトラック」は存在しない。そのため、これまでに複数の海賊盤が製作され、流通している。

## 収録曲
1. メイン・タイトル - Main Titles (3:42)
2. ブラッシュ・レスポンス - Blush Response (5:47)
3. ウェイト・フォー・ミー - Wait for Me (5:27)
4. レイチェルズ・ソング - Rachael's Song (4:46)
5. 愛のテーマ - Love Theme (4:56)
6. ワン・モア・キッス - One More Kiss, Dear (3:58)
7. ブレード・ランナー・ブルース - Blade Runner Blues (8:53)
8. メモリーズ・オブ・グリーン - Memories of Green (5:05)
9. テイルズ・オブ・ザ・フューチャー - Tales of The Future (4:46)
10. ダマスク・ローズ - Damask Rose (2:32)
11. ブレード・ランナー（エンド・タイトル） - Blade Runner (End Titles) (4:40)
12. ティアーズ・イン・レイン - Tears in Rain (3:00)

## エンド・タイトルズ
エンド・タイトルズは、愛のテーマと並んでこの映画の代表的な曲としてヴァンゲリスのベスト盤に複数回にわたって収録されているほか、他のアーティストによるカバー・バージョンが多数存在する。エンド・タイトルズは本来7分30秒程度の長さがあるとされるが、ヴァンゲリスの各種アルバムではいずれも5分前後に編集されたバージョンが収録されているのみで、また、他のアーティストによるカバーでも多くが当該短縮バージョンを踏襲した例が多いが、確認されている中では、次のカバー曲において、完全版（全長版）の形で収録されている。
- 『Blade Runner Synthesizer Soundtracks』 （Silver Treasury Records: SILVAD 3008、英国盤、1994年、15曲入）

15. Blade Runner (End Titles - Complete Version) (7:29) ※ 演奏: Mark Ayres
- 同名の米国盤（STD 5003、1994年、13曲入）では13曲目として収録。どちらもヴァンゲリス作曲作品はこの1曲のみ。
- 演奏内容は、音色は演奏者である Mark Ayres 独自のものであるが、編曲及び構成は原曲をほぼ忠実に踏襲している（バラード、ヒップホップなど他のジャンルへのアレンジをしていない）。